# لاکامر
لاکامر (انگلیسی: Comercial City Fresko) شرکت خرده‌فروشی مکزیکی است، که در سال ۱۹۴۴ تأسیس شد.